# Петренко, Ефим Семёнович
Ефим Семёнович Петренко (15 февраля 1904 год, с. Шульгиновка, Харьковская губерния, Российская империя — 14 ноября 1960, Мерке) — директор Меркенской МТС, Герой Социалистического Труда (1948).

## Биография
Родился в 1904 году в селе Шульгиновка Харьковской губернии.
В первом десятилетии XX века вместе с семьёй переехал в город Верный.
В 1921 году вступил в комсомол и в 1928 году в ВКП(б). С 1930 года работал партийным деятелем в различных организациях.
Во время Великой Отечественной войны занимался организацией сельского хозяйства, за что был награждён Орденом Великой Отечественной войны II степени.
В 1946 году стал директором Меркенской МТС, которая в этом году под его руководством выполнила план на 101 %, в 1947 году — на 107,8 %. В 1947 году колхозы, которые обслуживала Меркенская МТС собрали в среднем по 430 центнеров сахарной свеклы. За эффективное управление Меркенской МТС был удостоен в 1948 году звания Героя Социалистического Труда. Возглавлял МТС до июня 1954 года.
В 1953-1954 гг. учился на курсах директоров МТС, с июня 1954 по 1956 гоа директор Байкадамской МТС в селе Байкадам, с 1956 года директор Акыр-Тюбинской МТС в селе Акыр-Тюбе.
Скончался 14 ноября 1960 года, похоронен на кладбище села Мерке.

## Награды
- Герой Социалистического Труда (1948)
- Орден Ленина (1948)
- Орден Отечественной войны II степени (01.02.1945)
- Орден Трудового Красного Знамени (11.01.1957)